# The Magician's Birthday (album)
The Magician’s Birthday is het vijfde studioalbum van de Britse rockgroep Uriah Heep. Dit album is opgenomen in september/oktober 1972 en wordt beschouwd als een van de beste platen die de band gemaakt heeft.

## Muzikanten
- David Byron – zang
- Ken Hensley – keyboards, gitaar, percussie
- Mick Box – elektrische en akoestische gitaar
- Lee Kerslake – drums en percussie
- Gary Thain – basgitaar

In deze klassieke samenstelling heeft Uriah Heep het meeste succes gehad.

## Muziek
Uriah Heep laat op haar vijfde album The Magician’s Birthday de inmiddels vertrouwde combinatie van progressieve rock en hardrock horen, met harde gitaar- en keyboard solo’s en vocale harmonieën. Op dit album staan vooral wat hardere nummers en minder ballades. Stevige rocknummers zijn onder meer Sweet Lorraine, Sunrise en Blind eye. Uitzondering is onder meer het kalme, gevoelige liedje Rain, dat een jaar later ook verscheen op het soloalbum Proud words on an dusty shelf van Ken Hensley. De titeltrack The magician’s birthday duurt tien minuten en bestaat uit diverse afzonderlijke onderdelen. Op de ballad Tales wordt steel gitaar gespeeld door de Britse sessiemuzikant Brian Cole. Alle nummers zijn geschreven door leden van de band, waarvan de meeste door toetsenist Ken Hensley.
| Nr. | Titel                                                       | Duur |
| --- | ----------------------------------------------------------- | ---- |
| 1.  | Sunrise (Ken Hensley)                                       | 4:04 |
| 2.  | Spider woman (David Byron/Mick Box/Lee Kerslake/Gary Thain) | 2:25 |
| 3.  | Blind eye (Ken Hensley)                                     | 3:33 |
| 4.  | Echoes in the dark (Ken Hensley)                            | 4:48 |
| 5.  | Rain (Ken Hensley)                                          | 4:00 |

| Nr. | Titel                                                       | Duur  |
| --- | ----------------------------------------------------------- | ----- |
| 1.  | Sweet Lorraine (Mick Box/David Byron/Gary Thain)            | 4:13  |
| 2.  | Tales (Ken Hensley)                                         | 4:09  |
| 3.  | The magician's birthday (Ken Hensley/Mick Box/Lee Kerslake) | 10:21 |

### Album
Het album is opgenomen in de Landsdowne Studio’s in Londen en geproduceerd door Gerry Bron. Het is in Engeland en Europa uitgebracht in november 1972 op het Bronze label en in de Verenigde Staten op Mercury Records. In 1996 is een geremasterde cd uitgebracht met twee bonus tracks, in 2003 verscheen een luxe versie van dit album met negen bonus tracks die niet eerder waren uitgegeven. In 2017 is een dubbelalbum uitgebracht met vijftien alternatieve, niet eerder verschenen versies. Het album heeft vooral veel succes gehad in Scandinavië. In Denemarken en Noorwegen werd een vijfde plaats behaald en in Finland een eerste.

## Externe bron
All Music Guide